# Ticimul (Umán)
Ticimul (se pronuncia Tikimul) es una localidad ubicada en el municipio de Umán, Yucatán, México.
Tiene una altitud de 7 metros sobre el nivel del mar y se ubica al sur del estado y se ubica en las coordenadas geográficas 20°52′49″N 89°40′58″O / 20.88028, -89.68278.
Según el censo realizado por el INEGI en 2010, la población total era de 929 habitantes.

## Servicios públicos
Según el censo de 2005, en Ticimul hay un total de 182 hogares, de los cuales 172 son viviendas, ninguna tienen piso de tierra y unos 75 consisten de una sola habitación, 77 de todas las viviendas tienen instalaciones sanitarias, 164 son conectadas al servicio público y 161 tienen acceso a la luz eléctrica. La estructura económica permite a 108 tener una lavadora y 153 tienen una televisión.

## Educación
Según el censo de 2005, en la población hay 84 analfabetos de 15 y más años, 7 de los jóvenes entre 6 y 14 años no asisten a la escuela. De la población a partir de los 15 años 70 no tienen ninguna escolaridad, 312 tienen una escolaridad incompleta, 86 tienen una escolaridad básica y 31 cuentan con una educación posterior a básica. Un total de 30 de la generación de jóvenes entre 15 y 24 años de edad han asistido a la escuela, la mediana escolaridad entre la población es de 5 años.

## Demografía
Según el censo de 2005 realizado por el INEGI, la población de la localidad era de 783 habitantes, de los cuales 397 eran hombres y 389 eran mujeres; mientras que en el 2010, el INEGI reportó un total de 929 habitantes.
| 251                         | 199 | 217 | 187 | 219 | 218 | 306 | 792 | 514 | 580 | 663 | 783 | 929 |
| (Fuente: INEGI [Consultar]) |     |     |     |     |     |     |     |     |     |     |     |     |

## Galería

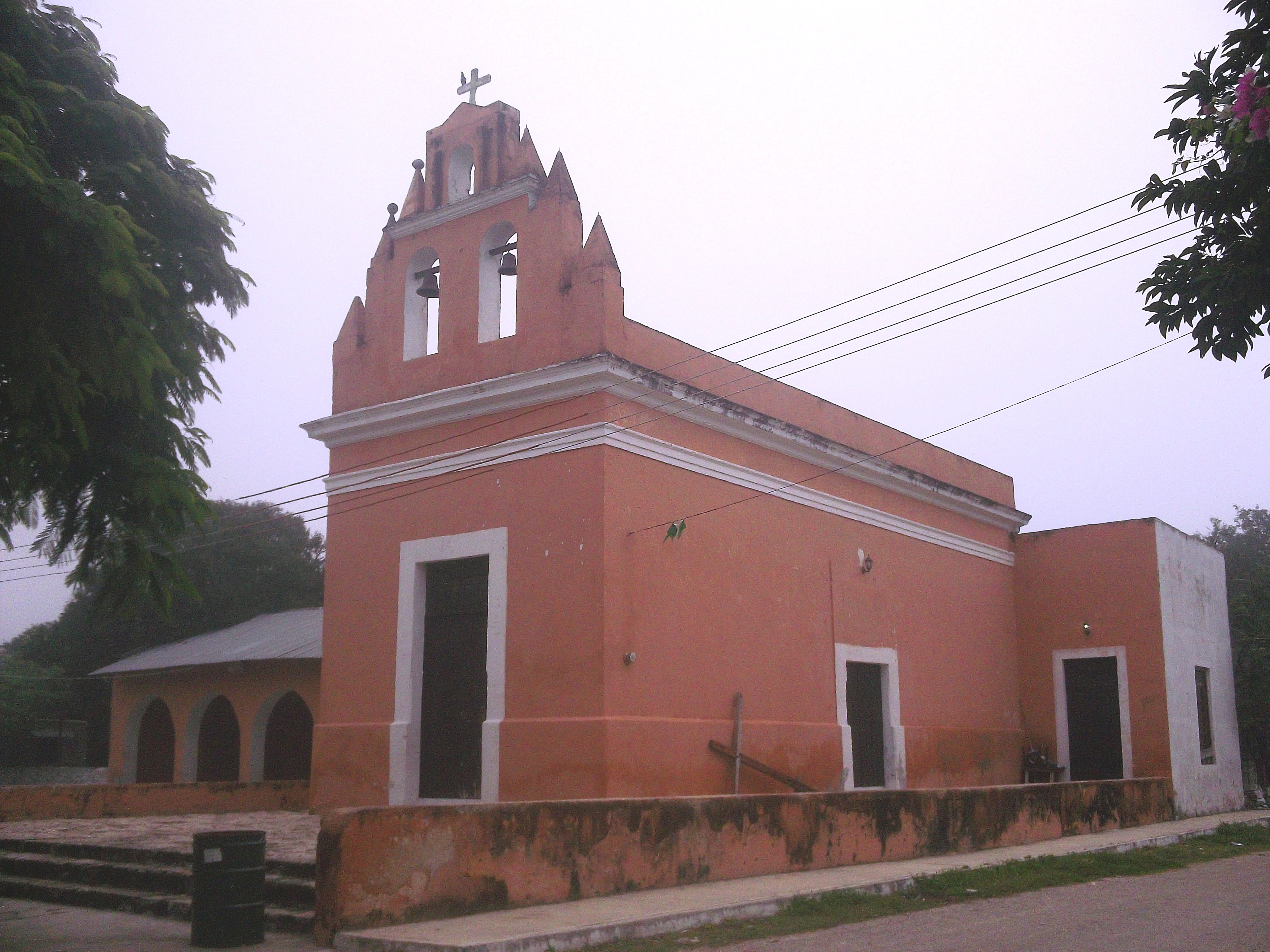
Iglesia.
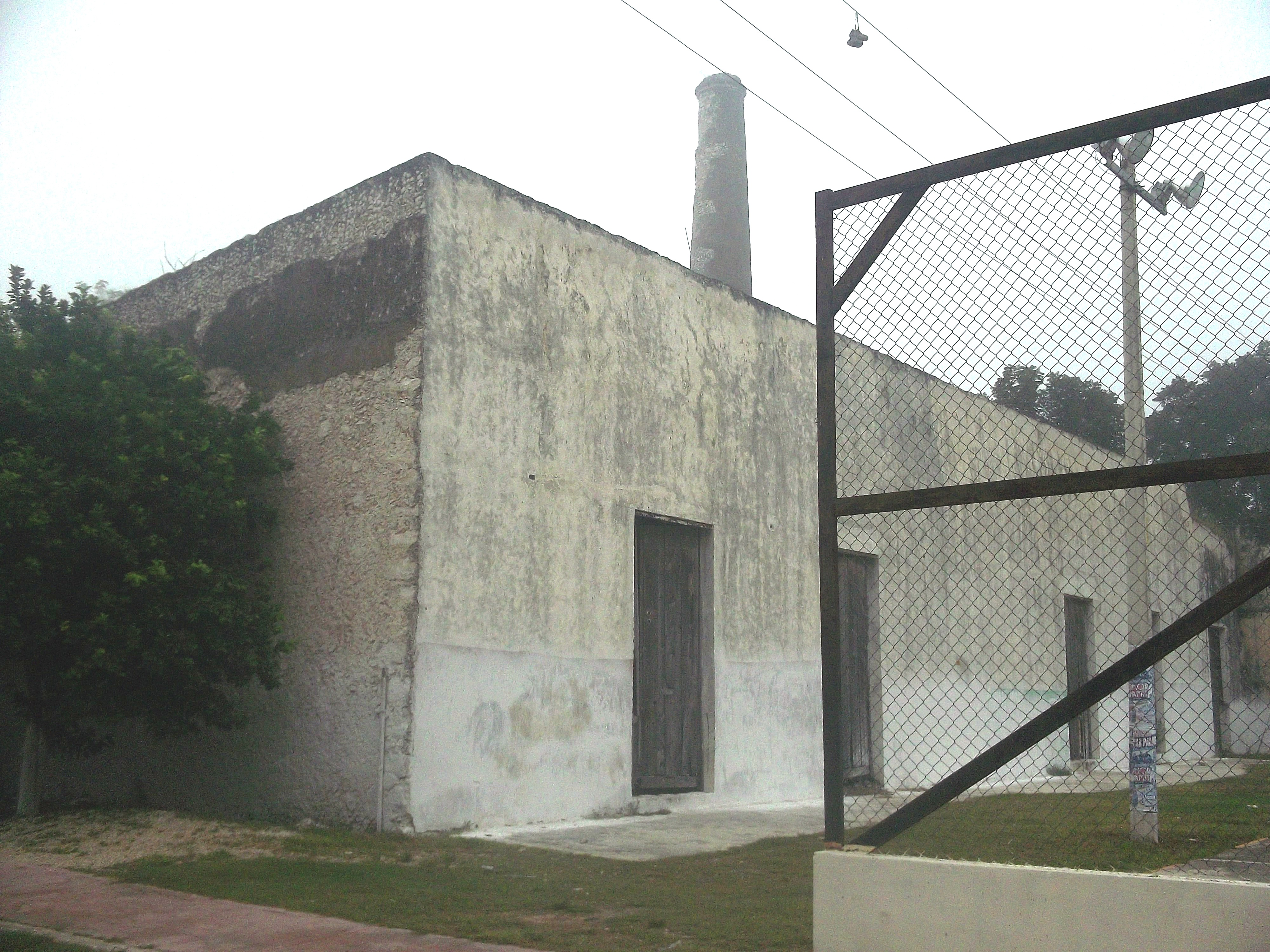
Hacienda.
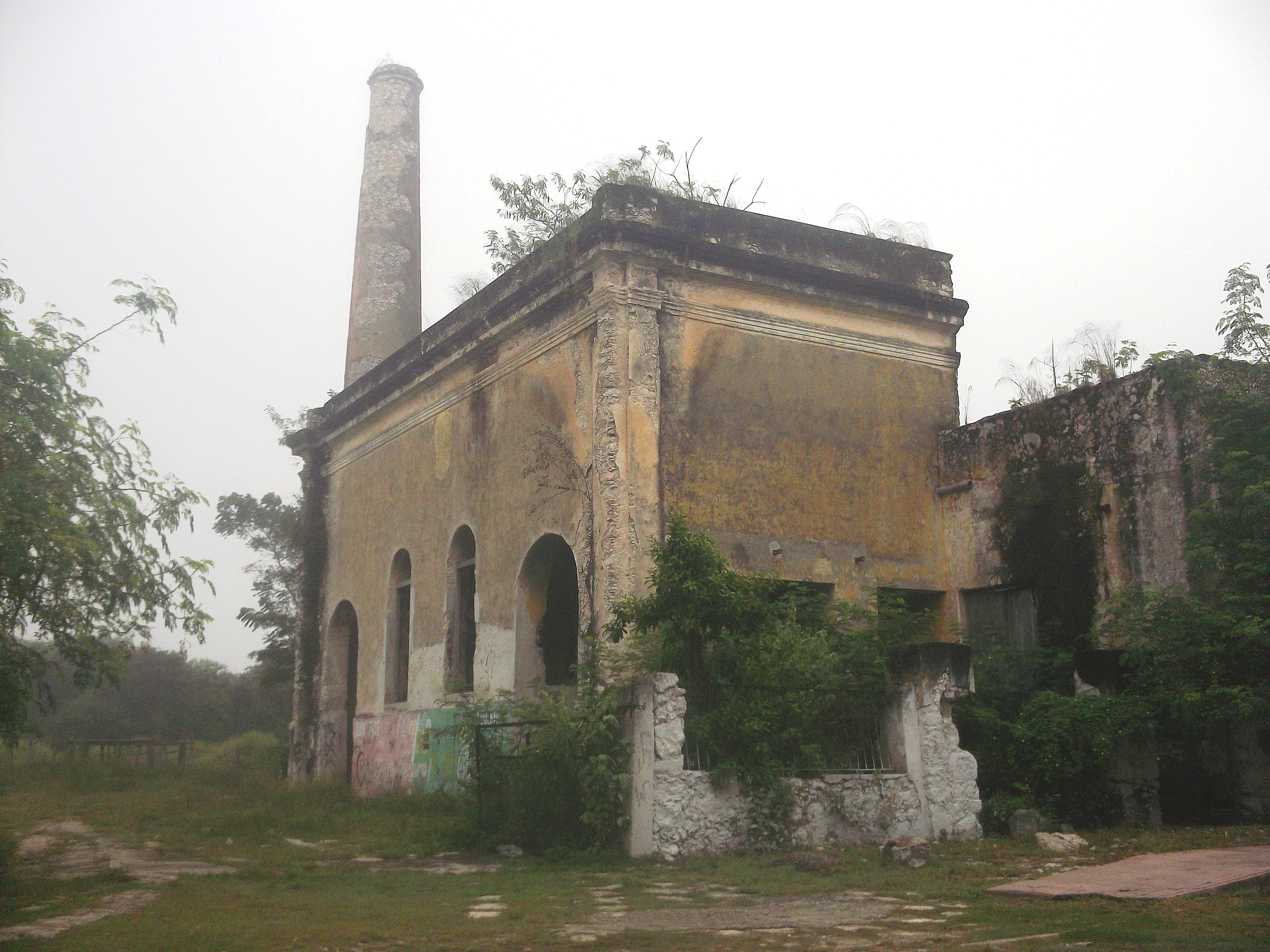
Hacienda.